# Фуртадо, Джон
Джон Вито́р Масиэ́л Фурта́до, более известный как просто Джон или Джон Фурта́до (порт. John Victor Maciel Furtado; род. 13 февраля 1996 года, Диадема, штат Сан-Паулу) — бразильский футболист, вратарь клуба «Ботафого».

## Биография
Джон Фуртадо до семи лет не интересовался футболом. Вначале он играл только с друзьями во дворе, но в 2007 году сумел попасть в академию «Сан-Паулу». В 2011 году он перешёл в школу «Сантоса».
С 2016 года Джон начал периодически попадать в заявки на матчи «Сантоса». Именно в качестве резервного вратаря, но без игр за основу, он в 2016 году стал чемпионом штата Сан-Паулу и вице-чемпионом Бразилии. В 2017—2018 годах пребывал в команде дублёров «Сантос B», и в 2018 году играл в Кубке Паулиста. В первой половине 2019 года играл в чемпионате штата на правах аренды за «Португезу Сантисту». Вратарь дебютировал в профессиональном футболе 20 января 2019 года в матче «Португезы Сантисты» против «Насьонала» (Сан-Паулу), в котором его команда одержала победу со счётом 1:0. В конце мая игрок вернулся в расположение «Сантоса».
Долгое время Джон оставался даже не третьим, а четвёртым вратарём «Сантоса». В 2020 году после ухода Эверсона и травмы Владимира Араужо Джон стал непосредственным дублёром Жуана Пауло. Однако в начале ноября стало известно о том, что Жуан Пауло заболел COVID-19.
14 ноября 2020 года Джон Фуртадо дебютировал в основном составе «Сантоса» в матче чемпионата Бразилии против «Интернасьонала», одного из лидеров сезона. Вратарю удалось сыграть на ноль, а «рыбы» выиграли со счётом 2:0. Продолжил регулярно защищать ворота «Сантоса» в оставшихся матчах чемпионата Бразилии. 24 ноября Джон дебютировал в Кубке Либертадорес 2020 — в первой гостевой игре 1/8 финала против ЛДУ Кито бразильская команда была сильнее 2:1. Всего в Кубке Либертадорес 2020 Джон провёл пять игр, включая первый полуфинал против «Боки Хуниорс». В ответной игре в ворота вернулся Жуан Пауло. Вместе с командой вратарь вышел в финал турнира. Именно Джон играл в решающей встрече, где «Сантос» уступил «Палмейрасу» со счётом 0:1.

## Титулы и достижения
- Чемпион штата Сан-Паулу (1): 2016 (не играл)
- Вице-чемпион Бразилии (2): 2016 (не играл), 2019 (не играл)
- Финалист Кубка Либертадорес (1): 2020